# Petelia chacoraca
Petelia chacoraca är en fjärilsart som beskrevs av Walker 1860. Petelia chacoraca ingår i släktet Petelia och familjen mätare. Inga underarter finns listade i Catalogue of Life.